# Umlaufblende

Freigelegte zweiflügelige Umlaufblende einer FP30E von Kinoton

Die Umlaufblende ist ein rotierendes Bauteil in früher üblichen analogen Filmstreifenprojektoren. Die aus einem oder mehreren Flügeln bestehende Blende gibt das Bildfenster während des Filmtransports alternierend frei oder deckt es ab und erfüllt damit die gleiche Funktion wie der Umlaufverschluss einer Filmkamera. Zusätzlich führt sie zu einer Reduktion des Flimmerns, indem eine oder mehrere weitere Unterbrechungen des Lichtstromes stattfinden, obgleich das Bild nicht wechselt. Dadurch steigt die Flimmerfrequenz idealerweise so weit an, dass sie vom Auge nicht mehr wahrgenommen wird. Beim Duplex-Verfahren werden hingegen 2 Projektionen alternierend freigegeben, um mehr Zeit für den Bildwechsel zu haben und gänzlich ohne Dunkelpausen arbeiten zu können.
Es gibt Scheiben-, Kegel- und Trommelblenden.
Die Umlaufblende von Filmprojektoren hat einen, zwei, drei oder mehr Flügel. Sie kann im Verhältnis 1:1 mit dem Filmantrieb gekoppelt sein oder übersetzt laufen. Der Schmalfilmprojektor Paillard-Bolex G 3 (1933) hat eine vierflügelige Umlaufblende und kann zwischen 24 und 12 Bildern in der Sekunde betrieben werden. Bekannte Projektoren mit übersetzt betriebener Einflügel-Umlaufblende sind der Philips-F.-P. 20 und seine Nachfolger, die Filmo-Modelle von Bell & Howell oder die Eumig-P-8-Reihe.
Im Kino deckt man jedes Phasenbild zweimal auf – die Bildwiederholrate von 24 Bildern pro Sekunde „flimmert“ mit 48 Hz. Schmalfilmprojektoren, die für Bildfrequenzen von 16 oder 18 Bildern pro Sekunde vorgesehen sind, verfügen über Umlaufblenden mit drei Hellsektoren, einzelne Modelle ermöglichen flimmerfreie Projektion bis 5 Bilder pro Sekunde hinab.
Heutige digitale Projektoren besitzen keine Umlaufblende mehr.